# Трабун, Даниил Гаврилович
Дании́л Гаври́лович Трабу́н (род. 19 февраля 1988, Москва) — российский журналист. Бывший медиадиректор «Яндекс.Дзена». Бывший главный редактор журнала «Афиша» (2014—2016). Входит в рейтинг ключевых персон российского интернет-рынка. В 2014 вошел в рейтинг молодых медиаменеджеров России и в список «58 молодых и успешных» согласно GQ Russia. В 2015 «The Guardian» включил Трабуна в список «30 under 30: Moscow’s young power list». Сторонник сторителлинга, идеолог новых медиа, инфлюенсер. В 2017 году вошёл в список «Digital people: 9 новых лиц, делающих наше будущее» по версии журнала Elle Russia.
В 2010-х был редактором интернет-изданий LAM, Interview Russia, «Афиша».

## Биография
Родился в Москве, в семье мамы-искусствоведа и отца-журналиста. Провёл детство в бывшей коммуналке, в дореволюционном доме в районе Арбата, где постоянно собирались музыканты и художники. С детства хотел стать журналистом, после школы выбирал между журфаком МГУ и журфаком РГГУ, но пошёл на кафедру театра и кино на историко-филологического факультета РГГУ, потому что всегда любил театр и кино и думал в то время, что станет кинокритиком. В 2005 году стал вести ЖЖ, где и начал писать тексты. Во время учёбы сделал первое расследование для издания «Образование и карьера», изучив частные вузы и их мотивацию в обучении или зарабатывании денег. Две недели стажировался в газете «Труд».

### Look At Media
Будучи студентом, считал сайт LAM работой мечты. Очень хотел там работать, но у них не было вакансий. Как только появилась одна — менеджер по маркетингу, устроился на неё. Несмотря на то, что это было совсем не то, чем он хотел бы заниматься, он начал писать статьи и попросился сидеть хотя бы в одной комнате с редакцией. Впоследствии его взяли в редакцию «ИД Look At Media». В редакции на тот момент было только три человека, и все они только учились. Никто не считал их журналистами, а у большинства профессионалов вызывали раздражение необычными публикациями. В это же самое время никто ничего не понимал в интернет-журналистике, поэтому редакция стала первой в нарастающем движении новой городской журналистики. За время работы в «ИД Look At Media», участвовал в создании редакций интернет-изданий The Village, Furfur, Hopes&Fears", Wonderzine.

### Interview Russia
Поняв, что внутри издательского дома скучно, в 2011 году ушёл на позицию главного редактора сайта журнала Interview. Работал совместно в главным редактором Interview Аленой Долецкой. Вспоминает этот период, как «тот самый момент социального лифта: им сложно, тебе сложно, и тут больше не работают традиционные авторитеты».

### Look At Me
Вслед за The Village медиахолдинг Look At Media запустил мужской журнал Furfur, женский Wonderzine и издание про предпринимательство Hopes&Fears. После того, как Эсманов и Амётов предложили объединить Hopes&Fears и Look At Me на базе The Village, чтобы создать некое издание «федерального» масштаба, было выдвинуто предложение, что Игорь Садреев должен был стать главным редактором, Николай Кононов — редакционным директором, а главред Look At Me Даниил Трабун — креативным директором. Но все трое в идее федерального издания быстро разуверились и Трабун ушёл в «Афишу».

### Журнал «Афиша»
В августе 2014 года стал главным редактором журнала «Афиша». В интервью «Colta», Даниил Трабун описывает, что возглавить «Афишу» предложил ему Саша Горбачев, который искал кого-то на замену себе, потому что уезжает учиться в США. Предложение не сразу было принято, по причине уже краха бумажных медиа и ухода пользователей в «цифру». Изначально Даниил Трабун отказался, но после встречи с Сашей Горбачевым, Юрой Сапрыкиным и Ильей Красильщиком — вопрос был решен. Также, отмечается, что его кандидатура была одобрена акционером «Афиши» Александром Мамутом.
Совершил реорганизацию журнала, в рамках которой «Афиша» стала выходить раз в месяц, её обложка стала глянцевой, начинка — трехчастной, а новый дизайн стал кардинально отличаться от привычного дизайна «Афиши». В интервью «Лента.ру» описывал задачу охватить журналом весь офлайн. Это и события, приуроченные к выходу номера и связанные непосредственно со статьями внутри, и наклейки, которые можно приклеить на свой ноутбук, и видеоролики, являющиеся продолжением текста внутри. Проводилась интеграция контента в Facebook с появляющимися видео, продолжающими темы номера.
В 2014 году входил в состав жюри «Jagermeister Indie Awards» — первой премии актуальной музыки в России.
До февраля 2016 года Трабун возглавлял журнал «Афиша», принадлежащий холдингу Rambler&Co. Он оставался единственным сотрудником бумажного журнала после того, как редакция «Афиши» была уволена в декабре 2015 года из-за перезапуска издания. Трабун объяснял это тем, что у журнала упали продажи рекламы и она невыгоден холдингу Rambler&Co.

### Esquire
После ухода из Rambler&Co работал в Esquire, где занимал пост диджитал-директора Esquire Russia. В Esquire занимался развитием интернет-версии журнала. На сайте Esquire произошёл редизайн, рубрики сайта и оформление полностью изменились. Сайт стал поделён на четыре основных раздела: «Истории», «Вещи», «Фотографии» и «Журнал». Также появилась рубрика «Пятиминутный путеводитель по всему», в которой собраны факты по разным темам.
В 2016 выступил одним из соавторов документального веб-сериала «Семеро смелых. Mamont Cup 2016».
После блокировки порносайтов Pornhub и YouPorn запустил флешмоб, в рамках которого, дабы показать абсурдность действий Роскомнадзора, участники пересказывали ролики сервисов.

### Яндекс
С 2016 года являлся медиадиректором «Яндекс.Дзена». С момента появления платформы аудитория «Яндекс.Дзена» достигла 35 миллионов пользователей в месяц, а количество активных авторских каналов — 18 тыс.. Покинул "Яндекс" в апреле 2023 года в должности "креативного директора категории фэшн "Яндекс Маркета".

### Болезнь
С сентября 2021 года проходит лечение от рака мозга.

## Хобби
Является сторонником сторителлинга, публичным спикером и исследователем цифровых явлений. Также является одним из участников проекта виртуальной модели-инфлюенсера Аси Страйк. Поклонник аниме и манга, коллекционер игрушек и кроссовок.